# Presidentvalet i USA 2020
Presidentvalet i USA 2020 ägde rum den 3 november 2020 för val av president och vicepresident för mandatperioden 2021 till 2025. Presidentvalet var det 59:e i ordningen. Den sittande republikanske presidenten Donald Trump och vicepresidenten Mike Pence ställde upp för en andra mandatperiod. Demokraterna valde Joe Biden att representera partiet och utmana Trump, med Kamala Harris som vicepresidentkandidat. Biden och Harris, som vann valet, installerades den 20 januari 2021. Detta var det första presidentvalet där de båda huvudkandidaterna var över 70 år.
På grund av coronaviruspandemin var det rekordmånga som valde att förtidsrösta eller poströsta. Valet hade det högsta valdeltagandet i procent sedan 1900.
Biden och Harris förklarades den 7 november 2020 som vinnare i valet av flera av de ledande amerikanska mediekanalerna. Trump förnekade detta och inledde rättsliga processer. Den 23 november avsatte General Services Administration federala medel för att en formell maktövergång skulle kunna ske, vilket tolkades som ett indirekt erkännande av Biden. Justitieministern William Barr förklarade även i en intervju att storskaligt valfusk, som Trump hade beskrivit det, inte förekommit under valet.
Det amerikanska elektorskollegiet utsåg formellt Biden till vinnare av presidentvalet den 14 december 2020. Resultatet av rösterna lagda av elektorskollegiet bekräftades av USA:s kongress och vicepresident Mike Pence natten till den 7 januari 2021, efter att det slutliga fastställandet av valresultatet den 6 januari försenats genom att Trumpsupportrar stormat Kapitolium och tvingat kongressens båda kamrars ledamöter att temporärt söka skydd. Biden och Harris installerades den 20 januari 2021.
Joe Biden blev den äldsta nyvalda presidenten någonsin och var den första kandidaten på 28 år som lyckades besegra en sittande president (Bush besegrades av Clinton 1992).

## Republikanerna

### Primärval
Donald Trump, som vann det amerikanska presidentvalet 2016, deklarerade officiellt att han ställde upp till omval för det republikanska partiet. Hans kampanj för omval pågick praktiskt taget kontinuerligt från våren 2017, strax efter att han tillträdde som president. Republican National Committee, ett organ inom det republikanska partiet, beslöt under ett möte den 25 januari  2019 att uttala ett (informellt) stöd för president Trump som republikansk presidentkandidat även 2020. Den före detta Massachusetts-guvernören William Weld lät den 15 april 2019 meddela att han utmanade Donald Trump om att bli det republikanska partiets presidentkandidat. Han blev därmed den förste att ställa upp som republikansk motkandidat till Trump. Weld var det Libertarianska partiets kandidat till posten som vicepresident 2016, men väntades ha små chanser på grund av sina mer liberala eller nyliberala åsikter i flera livsstilsfrågor, däribland i frågor kring abort, homosexuellas äktenskap och legalisering av marijuana. I dessa frågor står han långt ifrån den konservativa delen av det republikanska partiet. Joe Walsh, republikansk politiker från Illinois, tillkännagav sin kandidatur den 25 augusti 2019 med orden: "Jag ska göra vad jag kan. Jag vill inte att Trump ska vinna. Vårt land har inte råd med att han vinner. Om jag inte lyckas, så kommer jag inte att rösta på honom." Den åttonde september 2019, meddelade den förre South Carolina-guvernören Mark Sanford officiellt att han också ställde upp som republikansk motkandidat till Donald Trump.  Den tolfte november 2019 lät han dock meddela att han inte längre kandiderade.

### Kandidater

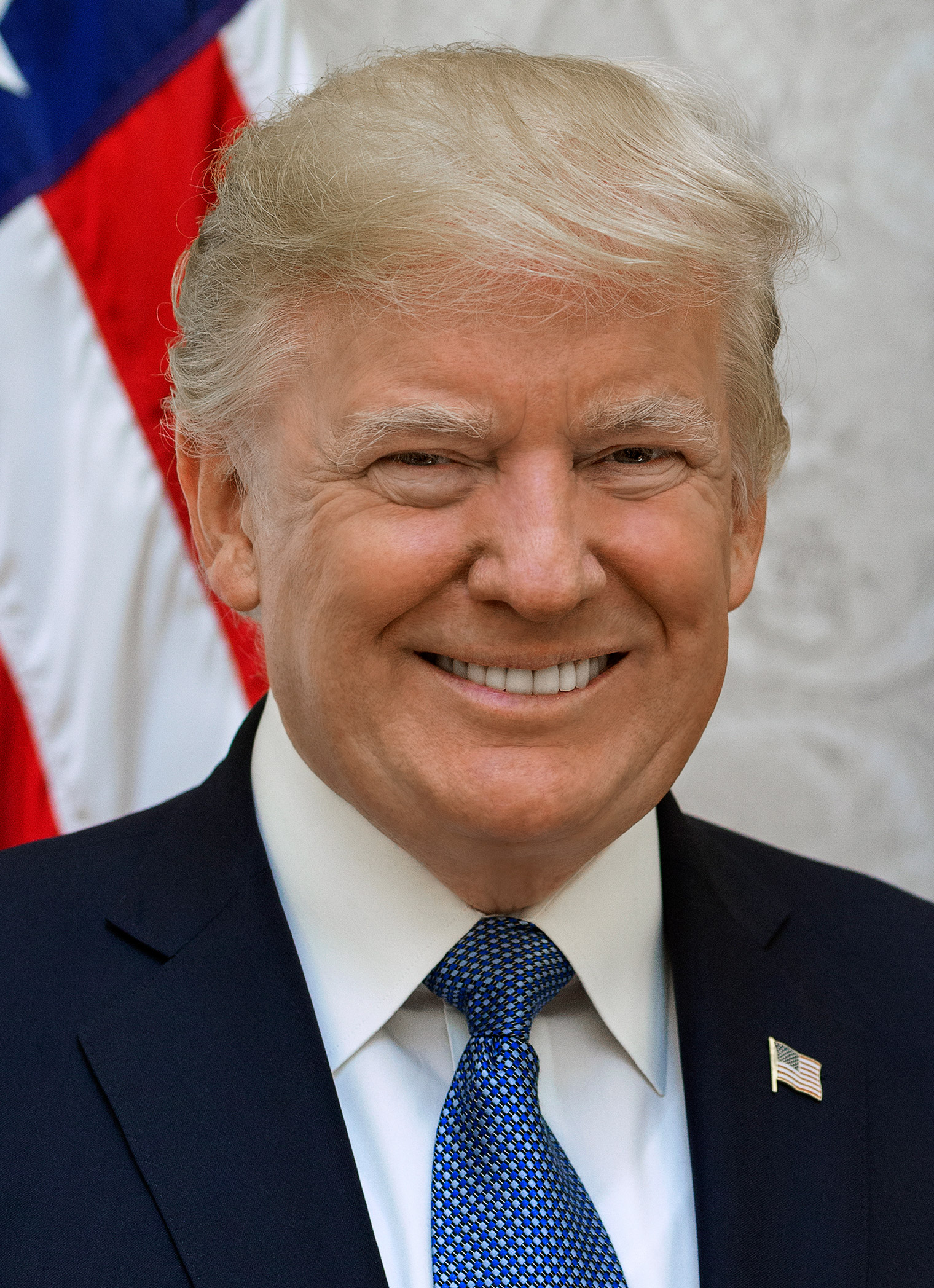
President Donald Trump (sittande sedan 2017) (Presidentvalskandidat 2020)
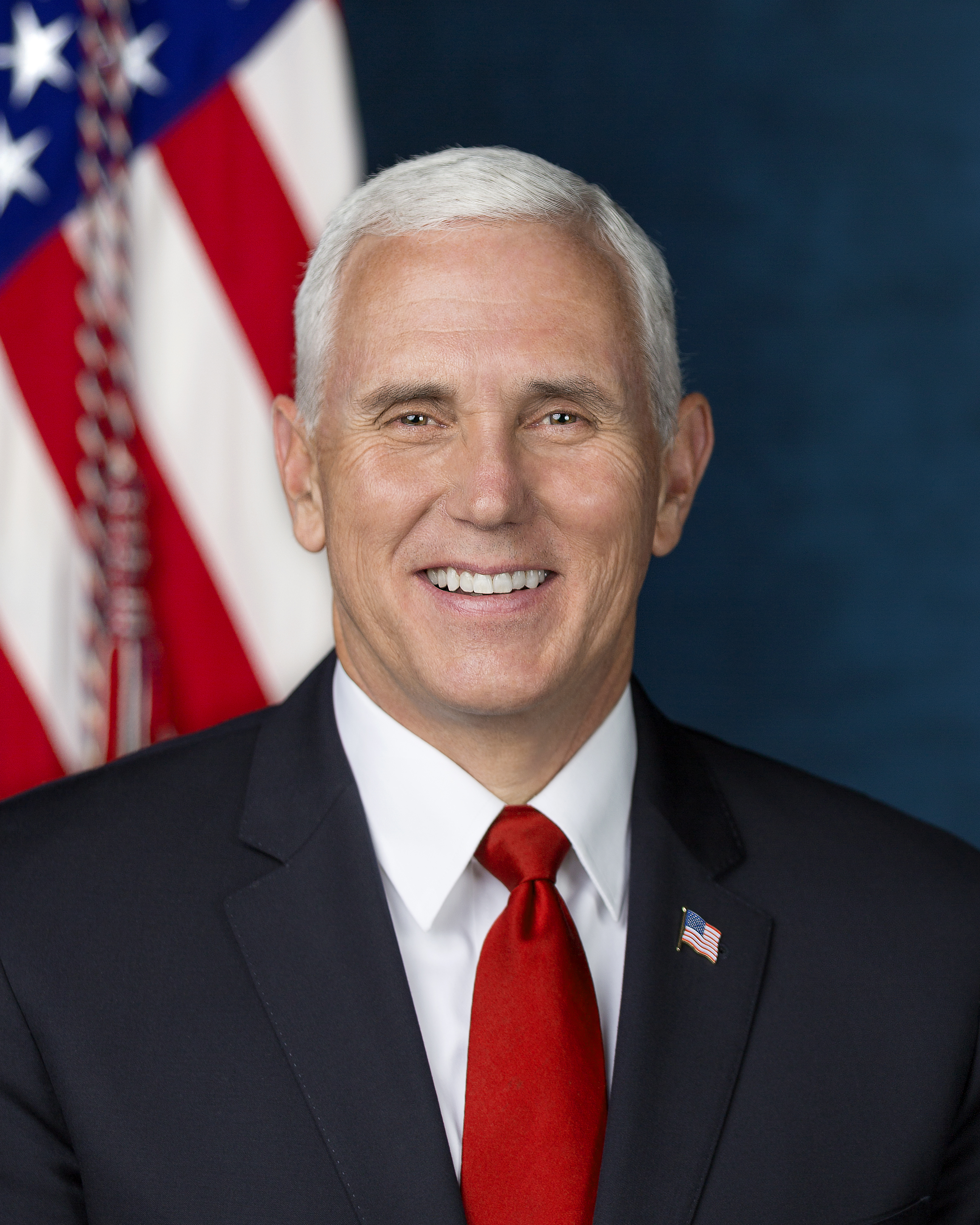
Vicepresident Mike Pence (sittande sedan 2017) (Vicepresidentvalskandidat 2020)

### Återtagna kandidaturer
- Mark Sanford, tidigare kongressledamot (1995–2001, 2013–2019). Drog sig ur 12 november 2019.[22]
- Joe Walsh, tidigare kongressledamot (2011–2013). Drog sig ur 7 februari 2020.[23]
- William Weld, tidigare guvernör i Massachusetts (1991–1997). Drog sig ur 18 mars 2020.[24]

## Demokraterna

### Primärval
I det demokratiska partiet kandiderade ett stort antal politiker, men i slutänden kom valet att stå mellan den tidigare vicepresidenten Joe Biden och senatorn Bernie Sanders, som kommit på andra plats i primärvalen 2016. I de första valmötena och primärvalen i Iowa, New Hampshire och Nevada hade Sanders varit mest framgångsrik, men efter Bidens storseger i South Carolina samlade sig stora delar av det demokratiska partiet kring honom som motkandidat till den mer vänsterradikale Sanders. Amy Klobuchar och Pete Buttigieg avslutade sina kampanjer och gav stöd till Biden. Biden vann sedan tio av de fjorton delstater som röstade under "supertisdagen" 3 mars och fick därmed ett övertag som blev bestående. Den 8 april lade Sanders ned sin kampanj och ställde sig bakom Biden.

### Kandidater
Joe Biden hade i mars 2020 deklarerat att han avsåg att välja en kvinna som sin vicepresidentkandidat. Den 11 augusti meddelade Biden att han valt Kamala Harris, senator från Kalifornien och tidigare delstatens attorney general.

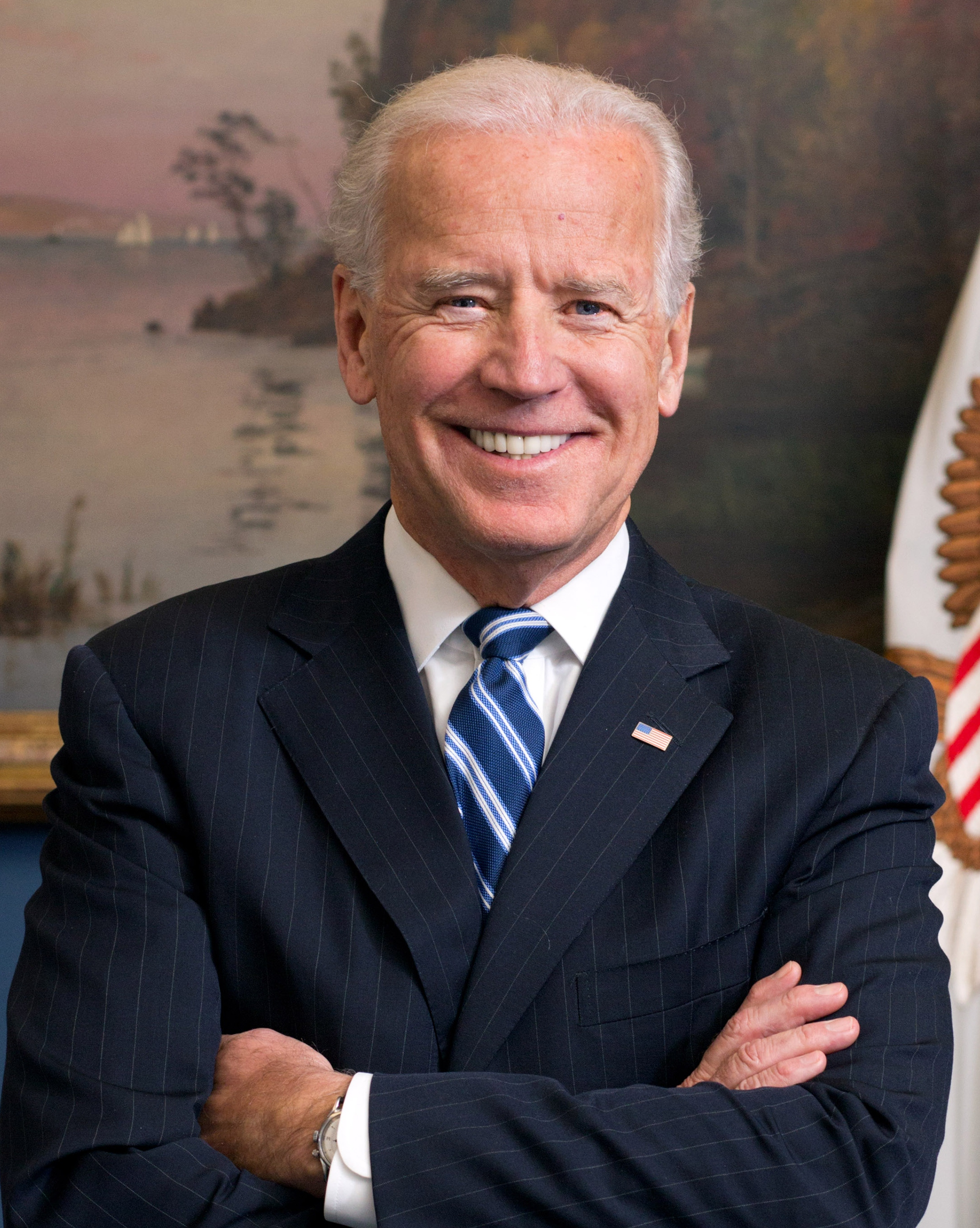
F.d. vicepresident Joe Biden (2009–2017) (Presidentvalskandidat 2020)
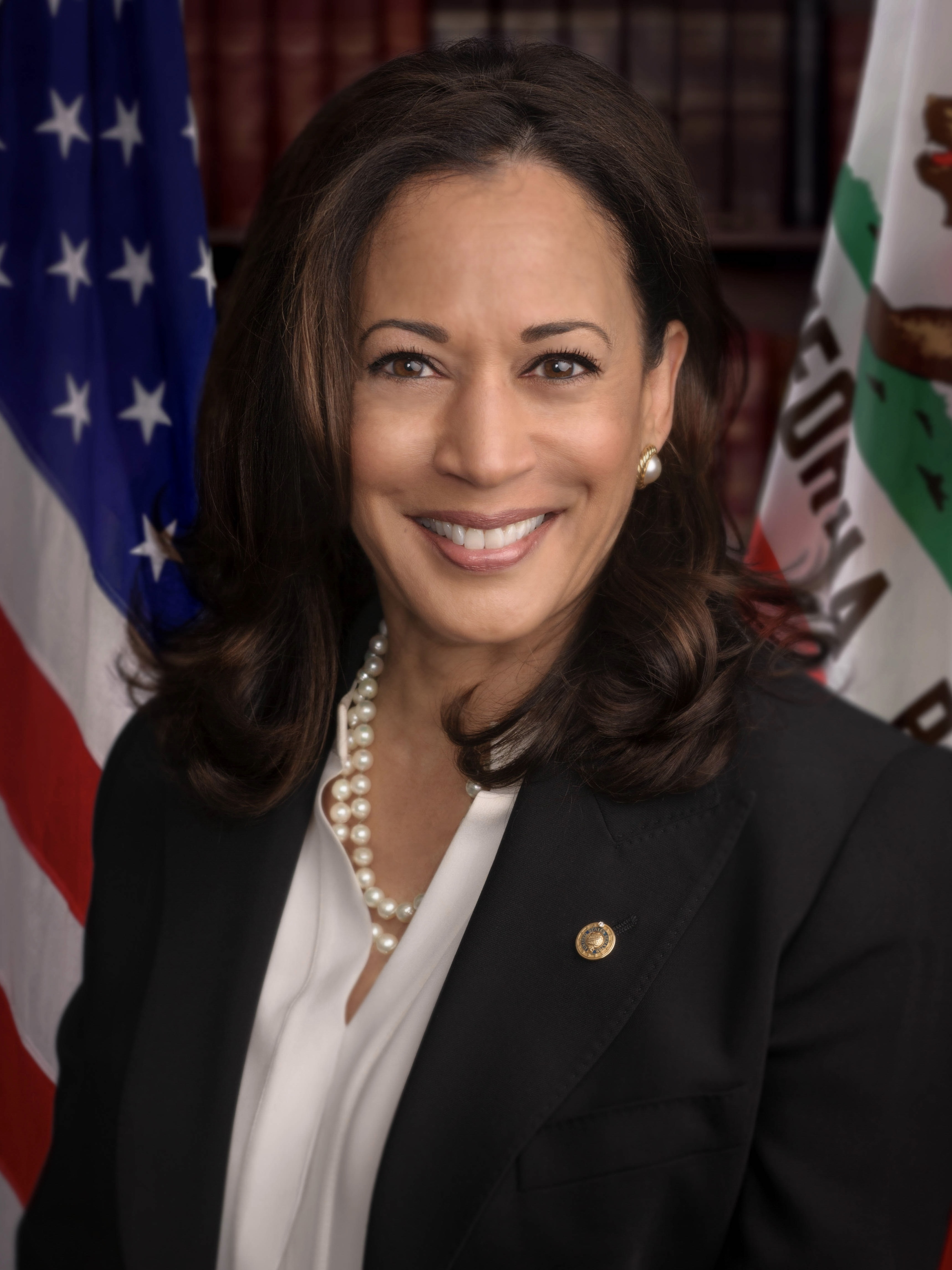
Senator Kamala Harris (2017–) (Vicepresidentvalskandidat 2020)

### Återtagna kandidaturer
- Richard Ojeda, delstatssenator i West Virginia (2016–2019). Drog sig ur 25 januari 2019.[32]
- Eric Swalwell, kongressledamot (sedan 2013). Drog sig ur 9 juli 2019.[33]
- Mike Gravel, tidigare senator från Alaska (1969–1981). Drog sig ur 31 juli 2019.[34]
- John Hickenlooper, tidigare guvernör i Colorado (2011–2019). Drog sig ur 15 augusti 2019.[35]
- Jay Inslee, guvernör i Washington (sedan 2013). Drog sig ur 21 augusti 2019.[36]
- Seth Moulton, kongressledamot (sedan 2015). Drog sig ur 23 augusti 2019.[37]
- Kirsten Gillibrand, senator från New York (sedan 2009). Drog sig ur 28 augusti 2019.[38]
- Bill de Blasio, borgmästare i New York (sedan 2014). Drog sig ur 20 september 2019.[39]
- Tim Ryan, kongressledamot (sedan 2003). Drog sig ur 24 oktober 2019.[40]
- Beto O’Rourke, tidigare kongressledamot (2013–2019). Drog sig ur 1 november 2019.[41]
- Wayne Messam, borgmästare i Miramar, Florida (sedan 2015). Drog sig ur 19 november 2019.[42]
- Joe Sestak, tidigare kongressledamot (2007–2011). Drog sig ur 1 december 2019.[43]
- Steve Bullock, guvernör i Montana (sedan 2013). Drog sig ur 2 december 2019.[44]
- Kamala Harris, senator från Kalifornien (sedan 2017). Drog sig ur 3 december 2019.[45]
- Julián Castro, tidigare bostadsminister (2014–2017). Drog sig ur 2 januari 2020.[46]
- Marianne Williamson, författare av självhjälpsböcker. Drog sig ur 10 januari 2020.[47]
- Cory Booker, senator från New Jersey (sedan 2013). Drog sig ur 13 januari 2020.[48]
- John Delaney, tidigare kongressledamot (2013–2019). Drog sig ur 31 januari 2020.[49]
- Andrew Yang, entreprenör och grundare av Venture for America. Drog sig ur 11 februari 2020.[50]
- Michael Bennet, senator från Colorado (sedan 2009). Drog sig ur 11 februari 2020.[51]
- Deval Patrick, tidigare guvernör i Massachusetts (2007–2015). Drog sig ur 12 februari 2020.[52]
- Tom Steyer, hedgefond-direktör[53] Drog sig ur den 29 februari.[54]
- Pete Buttigieg, tidigare borgmästare i South Bend, Indiana (2012–2020) Drog sig ur den 1 mars.[55]
- Amy Klobuchar, senator från Minnesota (sedan 2007). Drog sig ur den 2 mars 2020.[56]
- Michael Bloomberg, tidigare borgmästare i New York City, New York (2002–2013). Drog sig ur den 4 mars 2020.[57]
- Elizabeth Warren, senator från Massachusetts (sedan 2013). Drog sig ur den 5 mars 2020.[58]
- Tulsi Gabbard, kongressledamot (sedan 2013). Drog sig ur den 19 mars 2020.[59]
- Bernie Sanders, senator från Vermont (sedan 2007). Drog sig ur den 8 april 2020.[60]

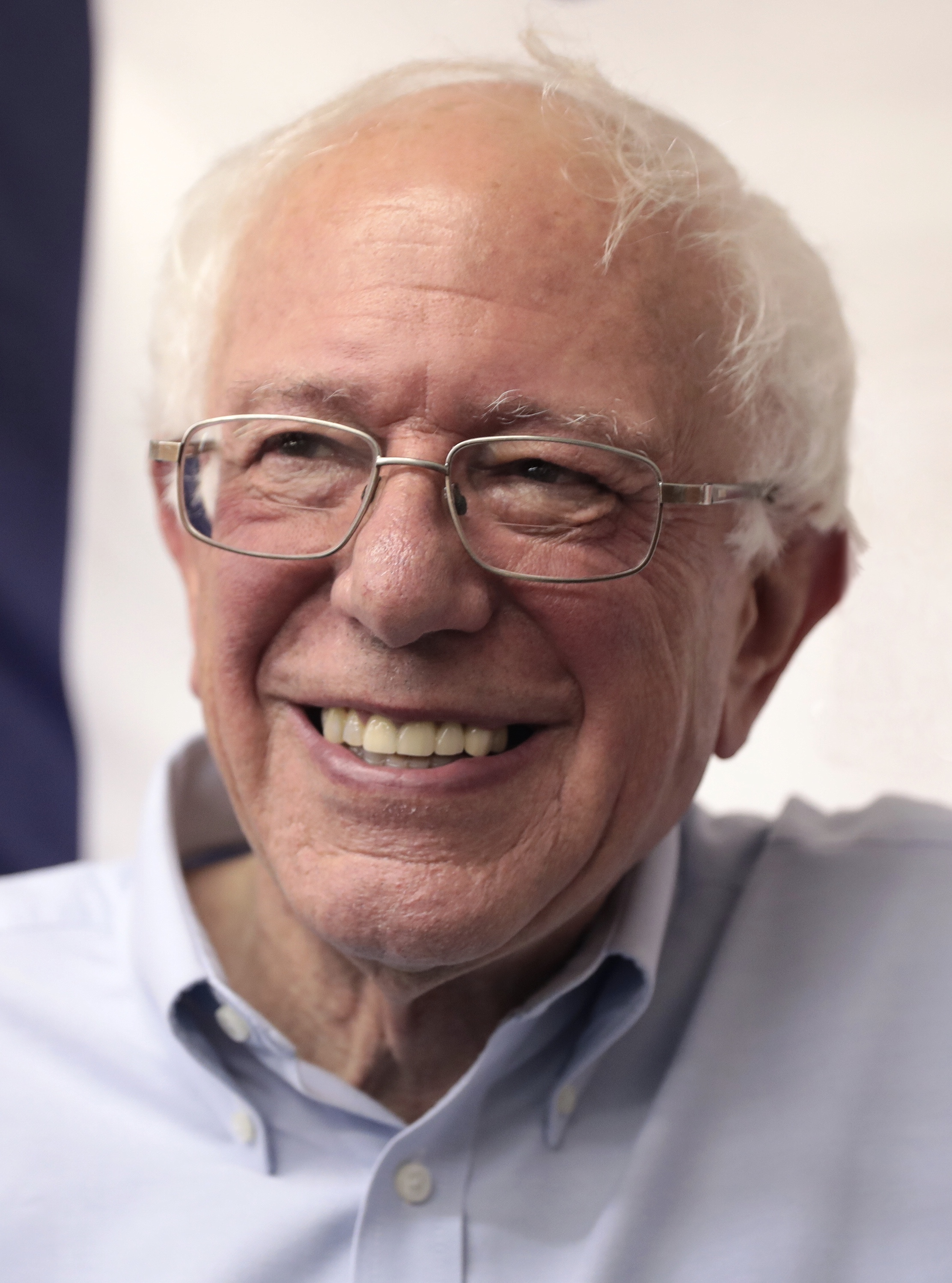
Bernie Sanders
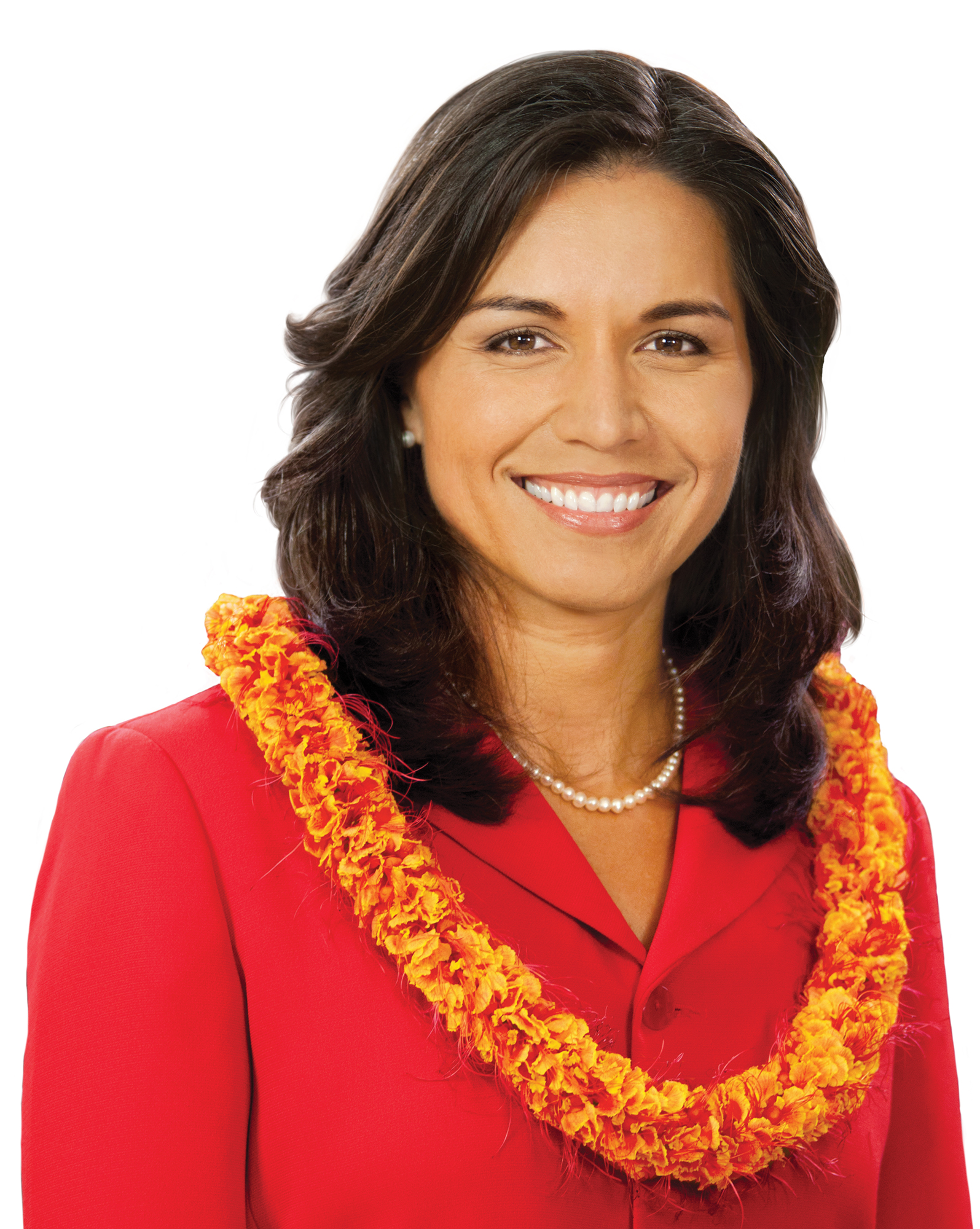
Tulsi Gabbard
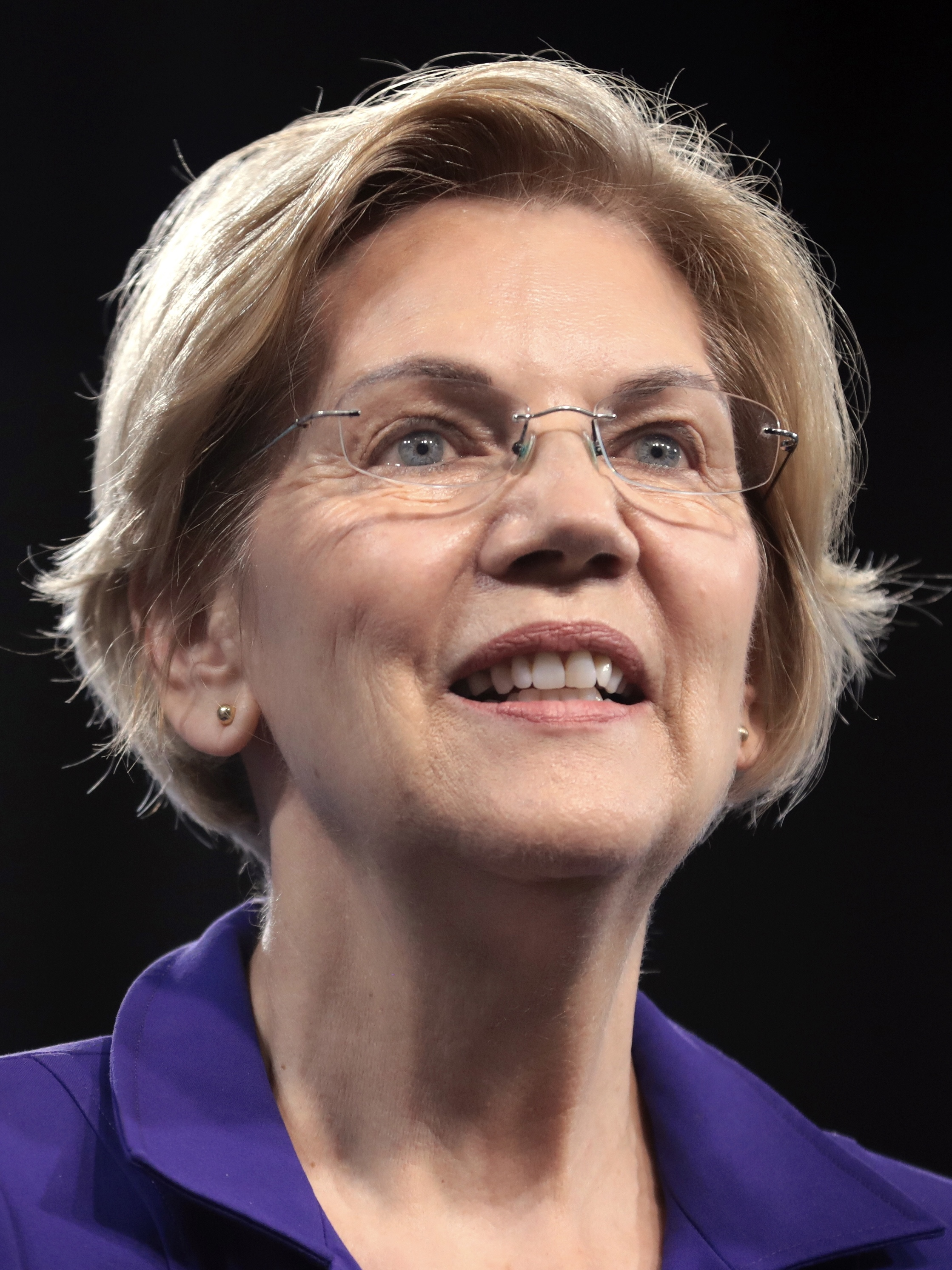
Elizabeth Warren
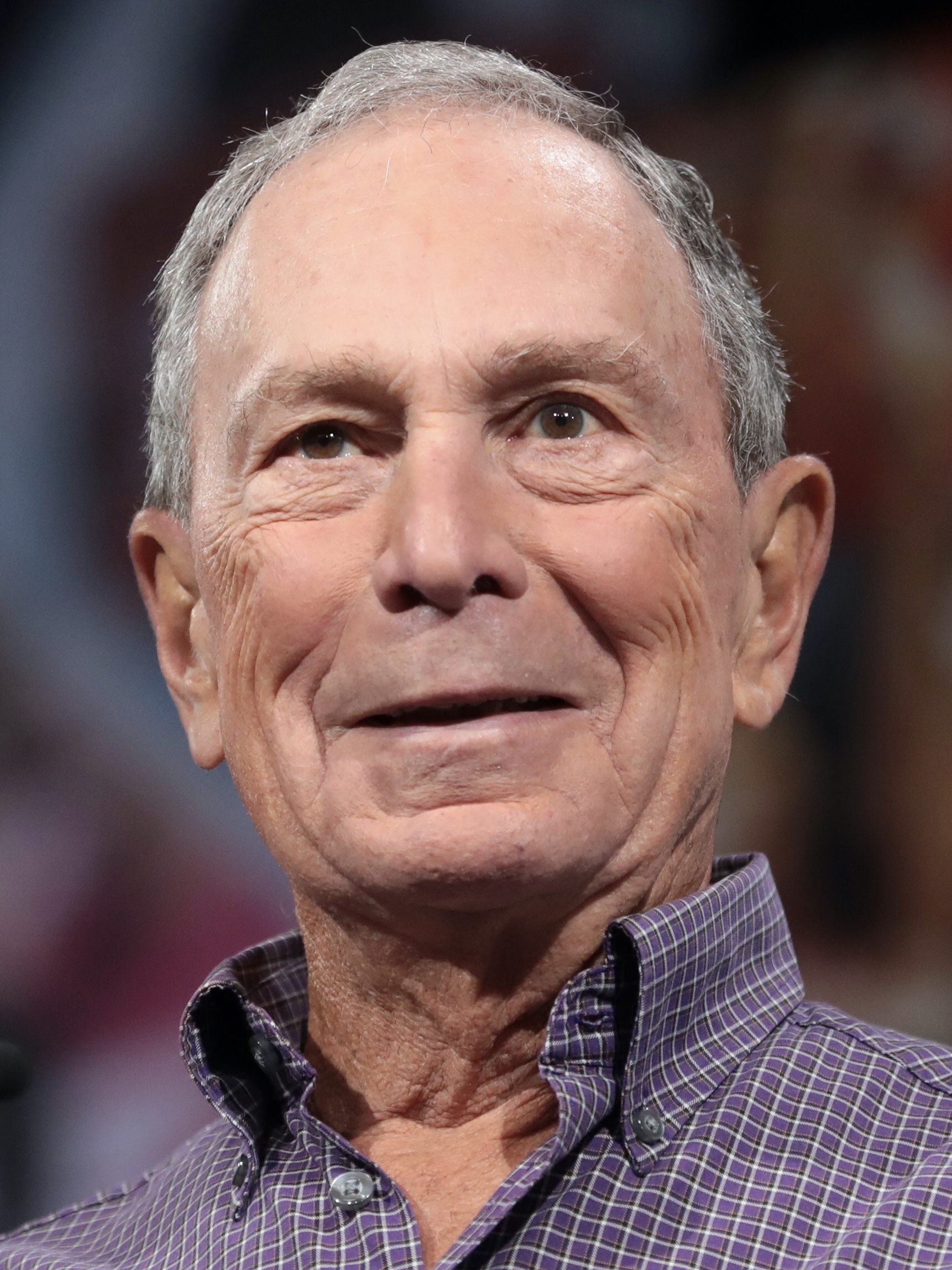
Michael Bloomberg
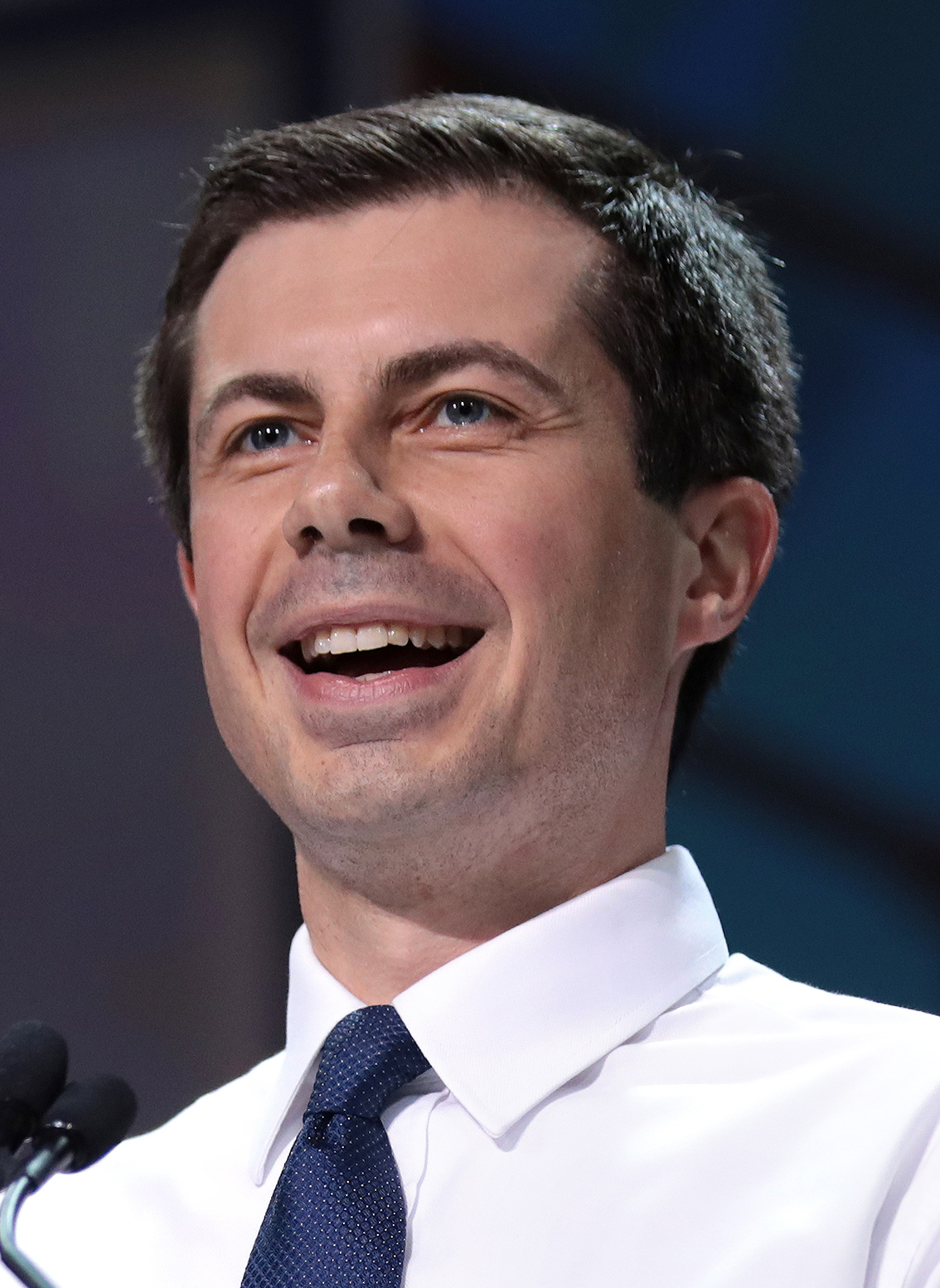
Pete Buttigieg

## Libertarian Party
Libertarian Party hade följande kandidater:
- Jo Jorgensen, universitetslektor i psykologi.[61]
- Spike Cohen, affärsman.

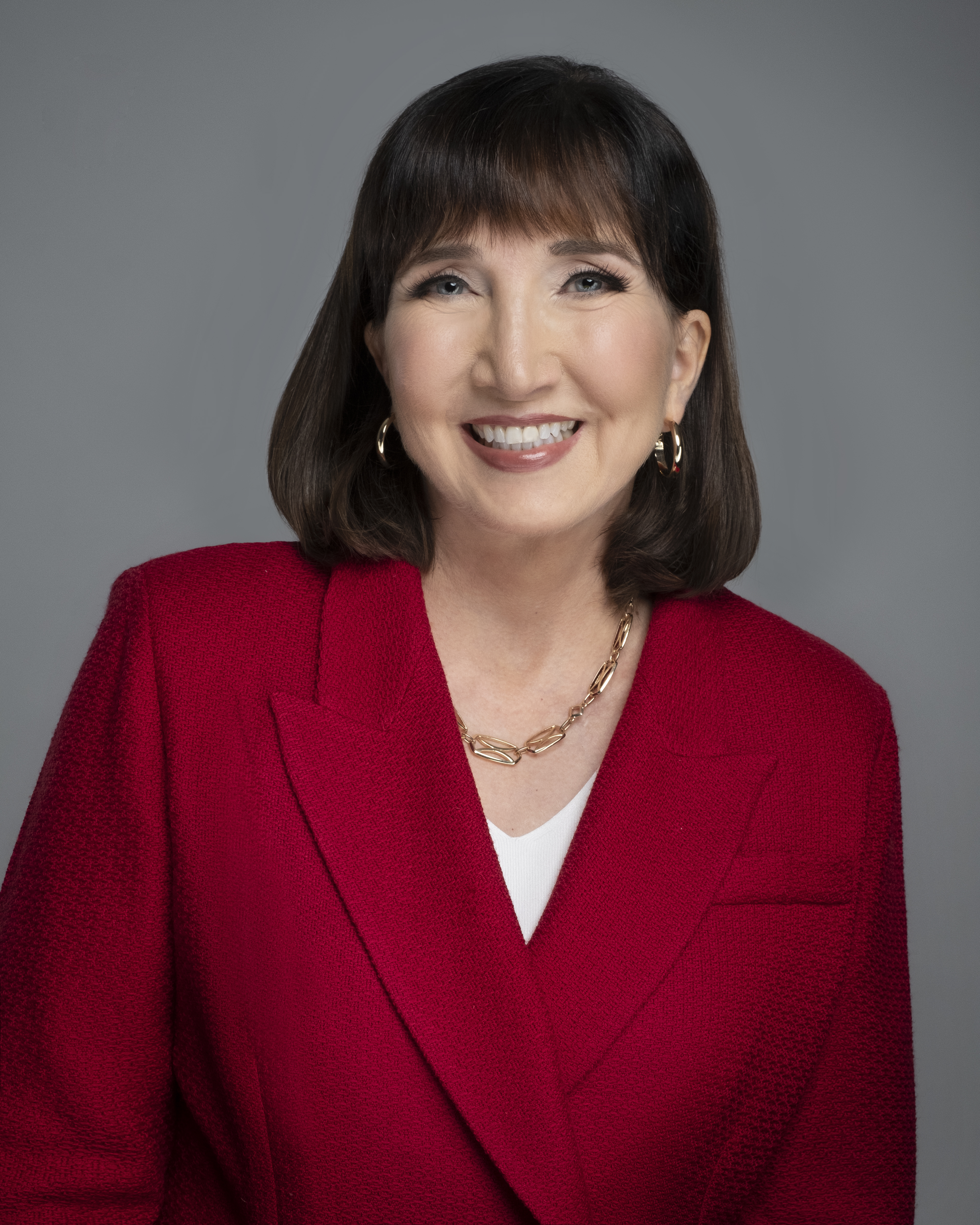
Jo Jorgensen (Presidentkandidat)
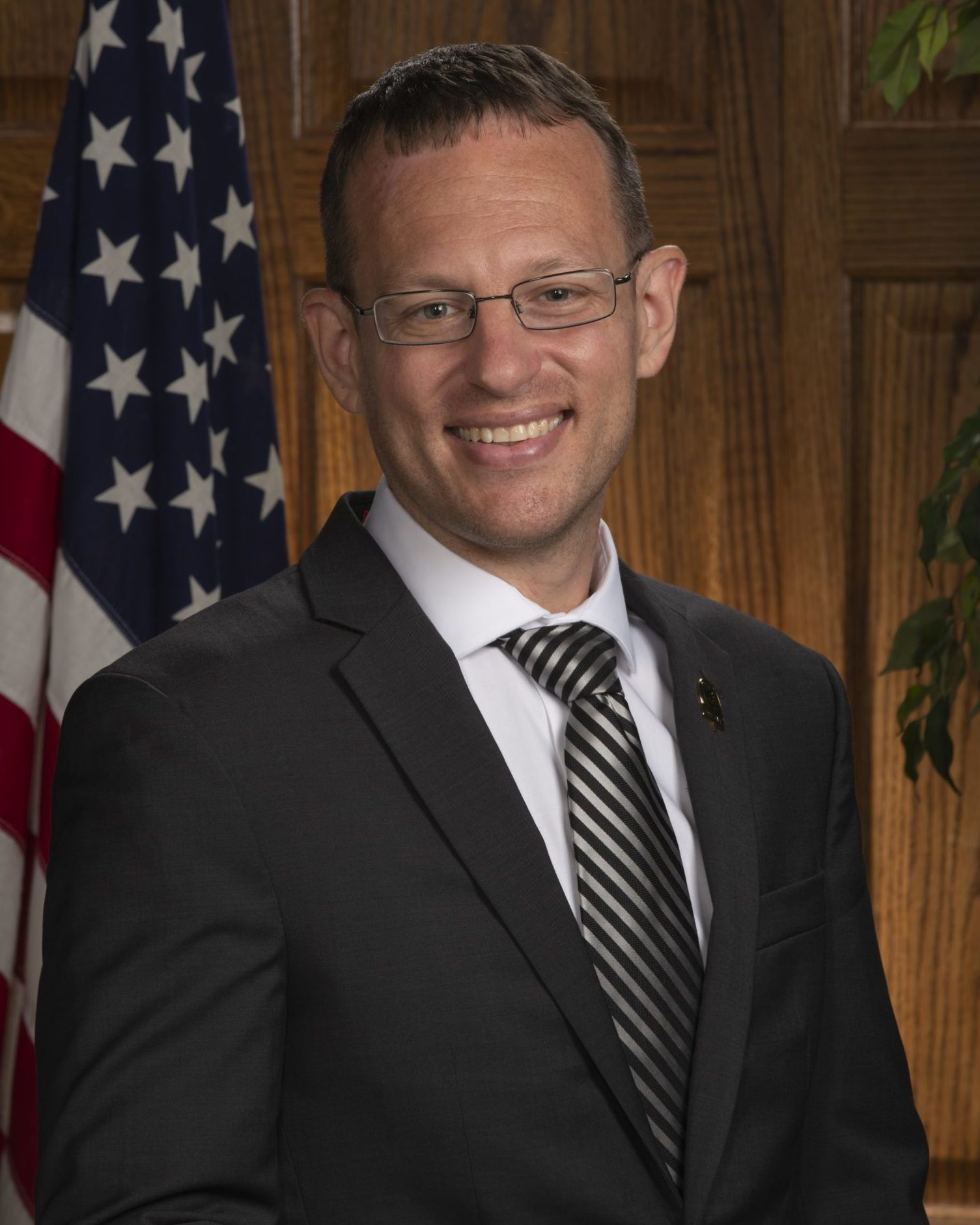
Spike Cohen (Vicepresidentkandidat)

## Green Party
Green Party of the United States hade följande kandidater:
- Howie Hawkins, fackföreningsledare.
- Angela Walker, lokal lagstiftningsdirektör i ATU (2011–2013).

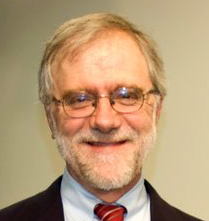
Howie Hawkins (Presidentkandidat)
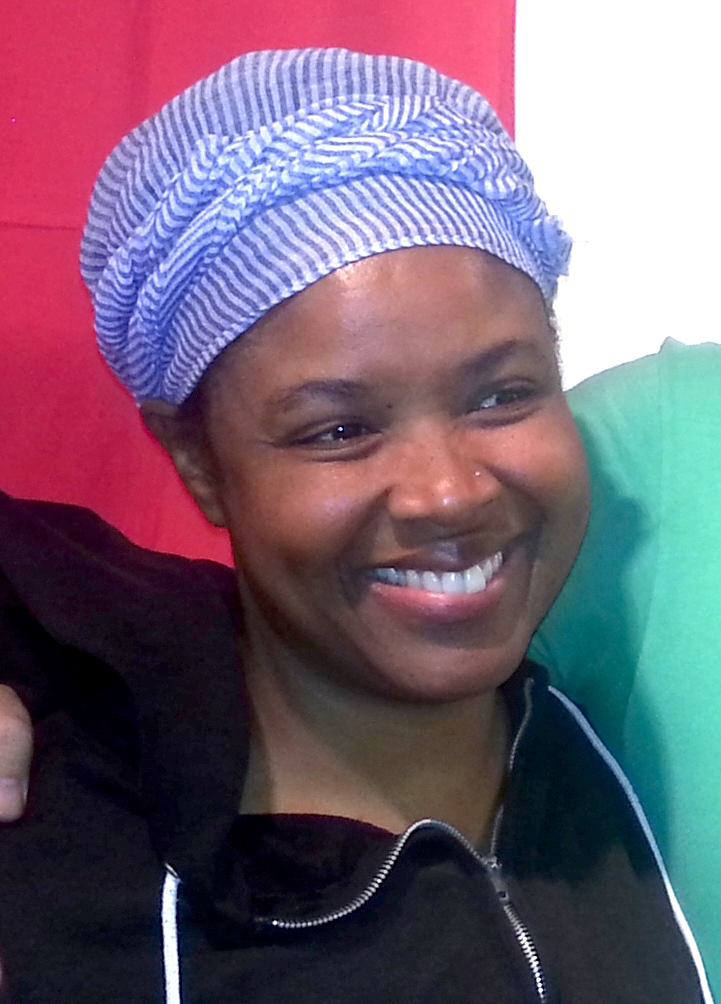
Angela Walker (Vicepresidentkandidat)

## Andra partier och kandidater
Andra partier och oberoende kandidater deltog i valet i flera stater, bland dem aktivisten och författaren Gloria La Riva (Party for Socialism and Liberation och Peace and Freedom Party), affärsmannen och återkommande presidentkandidaten Rocky De La Fuente (Alliance Party, Natural Law Party och American Independent Party), före detta företagschefen Don Blankenship (Constitution Party), entreprenören Brock Pierce (oberoende), rapparen Kanye West (oberoende och associerad med Birthday Party), läraren Brian T. Carroll (American Solidarity Party), Howie Hawkins (Green Party of the United States och Socialist Party USA) och Jade Simmons (oberoende).